# Червиньяно-д’Адда
Червиньяно-д’Адда (итал. Cervignano d'Adda) — коммуна в Италии, располагается в регионе Ломбардия, в провинции Лоди.
Население составляет 1560 человек (2008 г.), плотность населения составляет 380 чел./км². Занимает площадь 4 км². Почтовый индекс — 26832. Телефонный код — 02.
Покровителем коммуны почитается святой мученик Александр Бергамский, празднование в последнее воскресение августа.

## Демография
Динамика населения:

## Администрация коммуны
- Официальный сайт: http://www.comune.cervignanodadda.lo.it/